# Stade Plabennecois Football
Lo Stade Plabennecois Football è un'associazione calcistica francese del paese di Plabennec fondata nel 1934.
Attualmente gioca nel Championnat National e disputa le proprie partite presso lo Stade de Kervéguen.

## Palmarès

### Competizioni nazionali
- Championnat National 3: 1

2019-2020 (girone K)

### Altri piazzamenti
- Championnat de France amateur:

Secondo posto: 2008-2009
- Coppa di Bretagna:

Finalista: 2002-2003